# Stilisierung

Stilisiertes Mühlrad unter dem Monogramm des Plakatkünstlers Paul Kammüller

Unter einer Stilisierung wird die Anpassung einer Gestalt oder Darstellung an einen bestimmten Stil oder die (oft schrittweise) abstrahierende Reduktion einer detaillierten oder naturgetreuen Vorlage (z. B. Zeichnung) hin zu einem einfachen Muster mit hohem Wiedererkennungswert und einfacher Reproduzierbarkeit (Vergleiche auch: Modell) verstanden. Bekanntes Beispiel ist die geläufige Stilisierung eines fliegenden Vogels zu zwei gebogenen Linien, die in der Mitte zusammenstoßen, oder das Spiel „Punkt, Punkt, Komma, Strich – fertig ist das Mondgesicht“.
Historisch wichtige Stilisierungen sind z. B. Wappenzeichen und die Formgebung griechischer Säulen. Heutzutage sind Stilisierungen eine wichtige Technik bei der Entwicklung von Firmenlogos und Hinweisschildern, wie beispielsweise Verkehrsschilder im Straßenverkehr oder Piktogramme. Unterhaltungswert besitzt z. B. der Smiley als extreme Stilisierung eines lächelnden Gesichtes.
Als Gegenteil der Stilisierung in der bildenden Kunst kann der Naturalismus oder der Fotorealismus angeführt werden.
Mit einer negativen Konnotation ist das Wort im Zusammenhang mit der sogenannten „Hochstilisierung“ belegt, die eine bewusst schönfärbende Stilisierung auf ein unrealistisch einfaches/gutes/hohes Niveau beschreibt. Dabei handelt es sich meist nicht um grafische, sondern um verbale – also sprachliche – Darstellungen von Sachverhalten.